# 丹尼森 (亞利桑那州)
丹尼森（英語：Denneson）是位於美國亞利桑那州可可尼諾縣的一個非建制地區。該地的面積和人口皆未知。

## 地理
丹尼森的座標為35°05′12″N 110°54′18″W / 35.08667°N 110.90500°W，而該地的平均海拔高度為1528米（即5013英尺）。